# Berend T. Iván
| Berend T. Iván                            | Berend T. Iván |
| Kattints az alábbi külső linkek egyikére! | Kattints az alábbi külső linkek egyikére!                                                                                                   |
| ----------------------------------------- | --- |
| Nem található szabad kép.(?)              | |
| külső link · jogvédett                    | Új portré a tanácsterem falán. Berend T. Iván rektor képmását Csáki Maronyák József festőművész örökítette meg. Közgazdász, 1980. május 15. |
| külső link · jogvédett                    | Berend T. Iván. Kommunista vezetők. |
| külső link · jogvédett                    | Berend T. Iván. Az MTA köztestületének tagjai                                                                                               |
| külső link · jogvédett                    | Berend T. Iván. Jelen. 2023.12.11 |
| külső link · jogvédett                    | Berend T. Iván. 24.hu 2019.03.19. |

Berend T. Iván, teljes nevén Berend Tibor Iván (Budapest, 1930. december 11. –) Kossuth-díjas magyar történész, egyetemi tanár, a Magyar Tudományos Akadémia volt elnöke. 1973 és 1979 között a Marx Károly Közgazdaságtudományi Egyetem rektora, 1975-től 1982-ig a Magyar Történelmi Társulat elnöke, 1985 és 1990 között az MTA elnöke, 1988 és 1989 között a Magyar Szocialista Munkáspárt Központi Bizottsága tagja. 1990-től a University of California at Los Angeles (UCLA) professzora, 2015-ben nyugdíjba vonult. A magyar és közép-európai gazdaságtörténet neves kutatója.
Anyja neve Gellei Elvira. Első felesége Berger Rózsa, 1989-1998-ig az Anna Frank Gimnázium igazgatója. Második felesége Radics Katalin, aki 1985-1989 között a MSZMP KB Tudományos, Közoktatási és Kulturális osztályának vezetője volt. 1990-ben Berend T. Iván és Radics Katalin az Amerikai Egyesült Államokba távoztak.
Lányai Berend Zsuzsa (1954-) szociológus, az UCLA munkatársa és Berend Nóra (1966–) történész, a Cambridge-i Egyetem tanára.

## Életpályája
1944-ben a dachaui koncentrációs táborba került, ahonnan az amerikai csapatok szabadították ki 1945 áprilisában.
1949-ben kezdte meg egyetemi tanulmányait a Magyar Közgazdasági Egyetemen, illetve az Eötvös Loránd Tudományegyetem Bölcsészettudományi Karának történelem szakán. 1953-ban szerzett történész diplomát. 1957-ben szerzett egyetemi doktori címet közgazdaságtanból. Diplomájának megszerzése után a Marx Károly Közgazdaságtudományi Egyetem gazdaságtörténeti tanszékének tanársegéde lett. 1960-ban docensi, majd 1964-ben egyetemi tanári kinevezést kapott. 1967-ben vette át a tanszék vezetését. 1973-ban az egyetem rektorává választották, amely tisztségét 1979-ig viselte. A gazdaságtörténeti tanszéket 1986-ig vezette. 1990-ben a Los Angeles-i Kaliforniai Egyetem történelem tanszékének professzora lett. 1991-ben végleg távozott a Közgazdaságtudományi Egyetemről. 1993-ban a UCLA Európai és Orosz Tanulmányok Központjának igazgatójává nevezték ki, amely posztot 2005-ig töltötte be. Az 1970-es és 1980-as években többször volt vendégprofesszor az Amerikai Egyesült Államokban.
1957-ben védte meg a történettudományok kandidátusi, 1962-ben akadémiai doktori értekezését. A Magyar Tudományos Akadémia Történettudományi Bizottságának lett tagja. 1973-ban megválasztották az MTA levelező, 1979-ben rendes tagjává. 1985 és 1990 között a tudományos köztestület rendszerváltás előtti utolsó elnöke volt. 1980-ban a Royal Historical Society, 1988-ban a Brit Akadémia, 1989-ben az Osztrák Tudományos Akadémia is felvette tagjai sorába. Ezenkívül az Európai Tudományos és Művészeti Akadémia és 2015-től az American Academy of Arts and Sciences tagja. Akadémiai állásai mellett több tudományos társaságban vállalt vezető szerepet: 1967-ben a Magyar Történeti Társulat főtitkárává, 1975-ben pedig elnökévé választották. Tisztségét 1979-ig viselte. 1986 és 1994 között a Nemzetközi Gazdaságtörténeti Társaság, illetve 1990 és 1995 között a Nemzetközi Történeti Társaság alelnökeként is tevékenykedett. Utóbbinak 1995 és 2000 között elnöke is volt. 1987 és 1991 között az amerikai Kelet–Nyugati Biztonsági Tanulmányok Intézete igazgatótanácsának társelnöke volt.
2015-ben, 85 éves korában nyugdíjba vonult, miután 25 éven át tanított az UCLA-nál.

### Közéleti pályafutása
Tagja volt a Magyar Szocialista Munkáspártnak (MSZMP). Részt vett az 1960-as évek gazdasági reform előkészítésében 1988 és 1990 között az MTA–Soros Alapítvány társelnöke, valamint 1989 és 1990 között a Németh Miklós által felállított, a Minisztertanács mellett működő tanácsadó testület elnöke volt. 1988 és 1989 között az MSZMP utolsó Központi Bizottságának tagja, valamint vezetésével készítette el egy munkacsoport az ország első piacosítási es privatizációs átalakításának hároméves tervét 1988-ban. 1989 januárjában az 1956-os forradalom addigi negatív megítélésének átértékelését végző Történész Munkabizottság elnöke volt. A rendszerváltás után a magyarországi privatizációt felügyelő/elősegítő ún. Kék Szalag Bizottság tagja 1993-ig. Több alkalommal volt ad hoc módon az Egyesült Államok Külügyminisztériumának tanácsadója.
Szentirmay László: Povax. (IR-Ma Szamizdat Kiadó, 2018. 155-158) c. könyvében részletesen foglalkozott azzal, hogy hogyan próbálta a BM - sikertelenül – Berend T. Ivánt beszervezni (ÁBTL O-13624). Többek között ezt írta. „Berend T. Iván egy idő után megelégelte az őt piócaként zaklató állambiztonsági tiszt erőszakoskodását, és egyszerűen följelentette a politikai vezetésnél, hogy szóljanak át már BM-be, hagyják már békén, és állítsák már le a vele állandóan titkos helyen találkozni szándékozó és tőle írásos jelentéseket kicsikarni akaró százados beosztottjukat.”

## Munkássága
Kutatási területe Magyarország és Közép-Európa gazdaságtörténete, elsősorban a 19. és a 20. században, valamint a fejlődésben elmaradt európai térségek gazdasági modernizációja és a térség rendszerváltás utáni gazdasági átalakulása.
Gazdaságtörténeti munkáiban a modern gyáripar kialakulását, a nemzeti jövedelem alakulását és a gazdasági reformokat kutatja. Több könyvben írt le a 19., illetve 20. századi magyar gazdaság történetének fejezeteit, külön könyv a gyáriparról, külön az első világháború utáni időszakról, külön a szocialista időszakról. Jelentősek a közép- és kelet-európai összehasonlító gazdaságtörténeti munkái. A rendszerváltás után Európa gazdaságtörténetével, illetve a gazdasági átalakulás történetével foglalkozott a rendszerváltástól Magyarország európai uniós csatlakozásáig. Számos publikációját Ránki Györggyel közösen írta.

## Díjai, elismerései
- Kossuth-díj (1961)
- Akadémiai Díj (1965, 1966)
- Apáczai Csere János-díj (1981)
- St. John's Egyetem tb. doktora (1984)
- Állami Díj (1985) – A Közép- és Kelet-Európa, valamint Magyarország új- és legújabbkori gazdaságtörténetéről és művelődéstörténetéről írt – nemzetközileg is nagyra értékelt – munkáiért, gazdaság- és művelődéspolitikai tevékenységéért.
- a Glasgow-i Egyetem díszdoktora (1990)
- a Pécsi Tudományegyetem díszdoktora (1995)

## Főbb publikációi
Ránki Györggyel közösen írott, ill. társszerzős publikációk:
- Berend Iván–Ránki Györgyː Magyarország gyáripara az imperializmus első világháború előtti időszakában. 1900–1914; Szikra, Bp., 1955
- Berend Iván–Ránki György: Magyarország gyáripara a második világháború előtt és a háború időszakában. 1933–1944; Akadémiai Kiadó, Bp., 1958 (Gazdaságtörténeti értekezések)
- Berend Iván–Ránki György: A monokapitalizmus kialakulása és uralma Magyarországon. 1900–1944; Kossuth, Bp., 1958
- Székely György–Berend T. Iván–Ránki Györgyː Segédanyag a kapitalizmus politikai gazdaságtanának tanulmányozásához. 1959-1960; Kossuth, Bp., 1959
- Berend T. Iván–Ránki Györgyː Magyarország a fasiszta Németország "életterében" 1933–1939; Közgazdasági és Jogi Könyvkiadó, Bp., 1960 (Gazdaságtörténeti tanulmányok)
- Berend T. Iván–Ránki Györgyː Magyarország gazdasága az első világháború után. 1919–1929; Akadémiai Kiadó, Bp.. 1966 (Gazdaságtörténeti értekezések)
- Berend Iván–Ránki György: Közép-Kelet-Európa gazdasági fejlődése a XIX–XX. században; Közgazdasági és Jogi Könyvkiadó, Bp., 1969
- Berend T. Iván–Ránki Györgyː A magyar gazdaság száz éve; Kossuth–Közgazdasági és Jogi Könyvkiadó, Bp., 1972
- Berend T. Iván–Szuhay Miklósː A tőkés gazdaság története Magyarországon. 1848–1944; Kossuth Kiadó–Közgazdasági és Jogi Könyvkiadó, Bp., 1973
- Berend T. Iván–Ránki Györgyː Gazdaság és társadalom. Tanulmányok hazánk és Kelet-Európa XIX–XX. századi történetéről; Magvető, Bp., 1974 (Elvek és utak)
- Berend Iván–Ránki György: Közép-Kelet-Európa gazdasági fejlődése a 19-20. században; 2. átdolg., bőv. kiad.; Közgazdasági és Jogi Könyvkiadó, Bp., 1976
- Gazdasági elmaradottság, kiutak és kudarcok a XIX. századi Európában. Az európai periféria az ipari forradalom korában; összeáll., szerk., bev. Berend T. Iván és Ránki György; Közgazdasági és Jogi Könyvkiadó, Bp., 1978
- Berend T. Iván–Ránki Györgyː Európa gazdasága a 19. században 1780-1914; Gondolat, Bp., 1987

Egyedül írt publikációk:
- Újjáépítés és a nagytőke elleni harc Magyarországon. 1945–1948; Közgazdasági és Jogi, Bp., 1962
- Gazdaságpolitika az első ötéves terv megindításakor. 1948–1950; Közgazdasági és Jogi, Bp., 1964
- A szocialista gazdaság fejlődése Magyarországon. 1945–1968; Kossuth–Közgazdasági és Jogi Kiadó, Bp., 1974 (Magyarország gazdaságtörténete)
- A szocialista gazdaságpolitika három évtizede Magyarországon; Nehézipari Műszaki Egyetem, Marxizmus-Leninizmus Tanszék, Miskolc, 1976
- Öt előadás gazdaságról és oktatásról; Magvető, Bp., 1978 (Gyorsuló idő)
- A szocialista gazdaság fejlődése Magyarországon. 1945–1975; 3. átdolg. kiad.; Kossuth, Bp., 1979
- Napjaink a történelemben; Magvető, Bp., 1980 (Gyorsuló idő)
- Underdevelopment in Europe in the context of East-West relations in the 19th century; Akadémiai, Bp., 1980
- Válságos évtizedek. Közép- és Kelet-Európa a két világháború között; Gondolat, Bp., 1982
- Gazdasági útkeresés 1956–1965. A szocialista gazdaság magyarországi modelljének történetéhez; Magvető, Bp., 1983 (Nemzet és emlékezet)
- A szocialista gazdaság fejlődése Magyarországon 1945–1975; Tankönyvkiadó, Bp., 1985
- Szocializmus és reform; Akadémiai, Bp., 1986 (Kérdőjel)
- Helyünk Európában. Nézetek és koncepciók a 20. századi Magyarországon, 1-2.; főszerk., bev. Berend T. Iván, vál., szerk. Ring Éva, melléklet összeáll. Fekete László, Markó László, Pollmann Ferenc; Magvető, Bp., 1986
- Válságos évtizedek. A 20. század első fele közép- és kelet-európai történetének interpretációja; 3. bőv., átdolg. kiad.; Magvető, Bp., 1987
- Válság, recesszió, társadalom. Az 1930-as és az 1970–1980-as évek összehasonlítása. Válogatott tanulmányok; szerk. Berend T. Iván, Knut Borchardt, előszó Berend T. Iván, ford. Halmos Károly, Kovács András, Pécsi Vera; Közgazdasági és Jogi, Bp., 1987
- A magyar gazdasági reform útja; Közgazdasági és Jogi, 1988
- A Gazdasági Reformbizottság programjavaslata, 1990–1992; szerk. Berend T. Iván; Közgazdasági és Jogi, Bp., 1989 (Átalakítás, piacgazdaság, stabilizáció)
- Transition to a Market Economy at The End of the 20th Century (szerk., 1994)
- Central and Eastern Europe 1944–1993: Detour from the Periphery to the Periphery (1996, magyarul Terelőúton címmel jelent meg, 1999)
- A globalizáció és hatása a centrum–periféria kapcsolatokra | Globalisation and Its Impact on the Relations of the Centre and the Peripheries in Europe; Kossuth, Bp. 2006 ( Mindentudás Egyeteme)
- A történelem – ahogyan megéltem; Kulturtrade, Bp., 1997
- A magyar századforduló, 1896-1914; vál. Éri Gyöngyi, Jobbágyi Zsuzsanna, tan. Berend T. Iván, Németh Lajos, Sármány-Parsons Ilona; Corvina, Bp., 1997
- Decades of Crisis: Central and Eastern Europe Before World War II. (1998)
- Terelőúton. Szocialista modernizációs kísérlet Közép- és Kelet-Európában 1944–1990 (Central and Eastern Europe, 1944–1993); ford. Radics Katalin; Vince, Bp., 1999
- Kisiklott történelem. Közép- és Kelet-Európa a hosszú 19. században; História–MTA Történettudományi Intézet, Bp., 2003 (História könyvtár. Monográfiák)
- History Derailed: Central and Eastern Europe in the Long 19th Century (2003, magyarul Kisiklott történelem címmel jelent meg)
- Európa gazdasága a 20. században (An economic history of twentieth-century Europe); ford. Gáthy Vera; História–MTA Történettudományi Intézet, Bp., 2008 (História könyvtár. Monográfiák)
- An Economic History of 20th Century Europe (2006, magyarul Európa gazdasága a 20. században címmel jelent meg, 2008)
- From the Soviet Bloc to the European Union: The Economic and Social Transformation of Central and Eastern Europe Since 1973 (2009)
- History in My Life: A Memoir in Three Eras (2009)
- Europe since 1980; Cambridge Universiy Press, Cambridge, 2010 (The world since 1980)
- An economic history of nineteenth-century Europe. Diversity and industrialization; Cambridge University Press, Cambridge, 2013
- An economic history of twentieth-century Europe. Economic regimes from laissez-faire to globalization; Cambridge University Press, Cambridge, 2013
- Case studies on modern European economy. Entrepreneurs, inventions, institutions; Routledge, London–New York, 2013
- Europe in crisis. Bolt from the blue?; Routledge, New York–London, 2013
- Naplementék. Történelmi korszakvázlatok; Éghajlat, Bp., 2018
- Élj érdekes időkben! Jegyzetek, viták kulturális élményekről, politikai, társadalmi és gazdasági eseményekről; 2. jav. kiad.; Éghajlat, Bp., 2020
- Az Európai Unió története. Integráció, populizmus, nacionalizmus; ford. Felcsuti Péter; Kossuth, Bp., 2021
- Az Óperenciás-tengeren innen és túl. Világunkról nyitott szemmel. Noran Libro Kft., Bp. 2022

## Videófelvételek
- 1956 népfelkelés, Nagy Imre rehabilitációja - a KB Történelmi Albizottságának nyilatkozata. A BBC Magyar Adásában Berend T. Iván a Központi Bizottság Történelmi Albizottságának elnöke számol be az albizottság munkájáról, az1956-os eseményekről, a népfelkelésről és Nagy Imre szerepéről. Riporter Sándorov Iván. – Youtube.com, Felvétel dátuma 1989. január 29. Közzététel dátuma: 2010. november 4.
- A globalizáció és hatása a centrum-periféria kapcsolatokra Európában. Mindentudás egyeteme. – Youtube.com, Közzététel: 2004. szeptember 6.
- Berend T. Iván (90 éves) a Klubdélelőttben. Riporter Kun Zsuzsa – Youtube.com, Közzététel: 2020. december 19.
- Magánbeszélgetés - Berend T. Iván 2/1. rész Just László – Youtube.com, Közzététel: 2021. április 15.
- Magánbeszélgetés - Berend T. Iván 2/2. rész Just László – Youtube.com, Közzététel: 2021. április 22.